# Бетюнци
Бетюнци (рос. Бетюнцы) — село Амгинського улусу, Республіки Саха Росії. Входить до складу Бетюнського наслегу.
Населення — 1216 осіб (2015 рік).

## Видатні особи
- Васильєва Ганна Михайлівна — Герой Соціалістичної Праці.